# 埃隆·马斯克
埃隆·里夫·馬斯克（英語： /ˈiːlɔːn/；1971年6月28日—），漢名馬誼郎，世界首富、商業大亨、英国皇家学会會士、美国工程院院士。他是SpaceX的創始人、董事長、執行長、首席工程師，特斯拉投資人、執行長、產品設計師、前董事長，无聊公司創始人，Neuralink、OpenAI聯合創始人，同時也是X公司的首席技术官、董事长。2022年馬斯克以2190億美元財富成為世界首富。
馬斯克在南非德蘭士瓦省比勒陀利亞長大，曾短暫就讀於比勒陀利亞大學，後於18歲移居加拿大就讀女王大学。兩年後，他轉學到宾夕法尼亚大学，並獲得經濟學、物理學的學士學位。1995年，他搬到加利福尼亚州並就讀於史丹佛大學，而後決定從商。他與弟弟金巴爾共同創辦了網路軟體公司Zip2。1999年，康柏公司以3.07億美元收购了這家初創企業。同年，馬斯克聯合創辦了線上銀行X.com。2000年，該公司與Confinity合併為PayPal。2002年，EBay以15億美元買下PayPal。
2002年，馬斯克創辦SpaceX，並擔任董事長、執行長、技術長，該公司主要負責太空運輸、航太製造。2004年，他加入電動車製造商特斯拉，並擔任董事長與產品設計師，2008年兼任執行長。2006年，他協助創立太陽能服務公司SolarCity，該公司後成為特斯拉子公司特斯拉能源。2015年，他聯合創辦了非營利公司OpenAI，用於研究和推動友善人工智慧。2016年，他聯合創辦了神經科技公司Neuralink，該公司專注於開發脑机接口。同年，他成立了無聊隧道施工公司，用於研發超迴路列車。2022年10月27日，馬斯克以440億美元收購社交平台Twitter，日後改組為X。2021年10月，美國商業雜誌《富比士》宣布馬斯克财富达到2700億美元，成為該雜誌統計史上最富有的人。2024年11月，美國總統當選人唐納·川普宣布委任馬斯克為總統高級顧問，領導新创立的政府效率部。
馬斯克被认为曾發表一些误导性或違背科學的言論以及傳播關於COVID-19的錯誤資訊而受到批評。此外，馬斯克在人工智能、加密貨幣、公共交通等方面的觀點亦受到部分專家的批評。

## 早年

### 童年與家庭
伊隆·馬斯克生於1971年6月28日的南非比勒陀利亞，有英國與德國血統。母親梅耶·馬斯克（本姓霍爾德曼）生於加拿大薩斯喀徹溫省，成長於南非，是一名模特兒和營養師。父親埃羅爾·馬斯克是一名南非電動機械工程師、飛行員、船員、顧問和開發商。馬斯克有一名弟弟金巴爾（生於1972年）和一名妹妹托斯卡（生於1974年）。他的外祖父約書亞·海德曼是一名出生於美國的加拿大人。馬斯克的父母於1980年離婚。兩年後，他決定跟隨父親埃羅爾在比勒陀利亞等地生活。但他很快後悔，並漸漸與父親疏遠。他稱父親「在我很小的時候對我施暴」（埃羅爾反駁，他只「打」了伊隆一次，「打在屁股上」）「是一個可怕的人類...幾乎一切你能想到的壞事他都做過」。馬斯克有一個同父異母的姐妹和一個同父異母的兄弟。
在10歲左右，馬斯克開始對電腦和电子游戏產生興趣。後來，他得到了一台康懋達VIC-20，並開始學習程序设计。12歲時，他用BASIC編寫了一個電子遊戲《Blastar》，並以約500美元的價格將源代碼賣給《個人電腦與辦公技術》雜誌。他曾就读于沃特克魯夫預備学校和布萊恩斯頓中學，最終畢業於普勒托利亞男子中学。
根據其父親埃羅爾·馬斯克敘述，馬斯克小時候說話時不加掩飾，喜歡惡作劇，還經常加入與大人的對話，幼年時就計劃成為百萬富翁，但被另一個大人嘲笑。埃羅爾也回憶有一次，馬斯克向一位同學發表了關於他同學父親自殺的傷人言論，那男孩將馬斯克推下學校的樓梯，傷勢嚴重，只能住院治療。
馬斯克在採訪中說到他童年時期他經常受到殘酷的霸凌，直到15歲。

### 教育

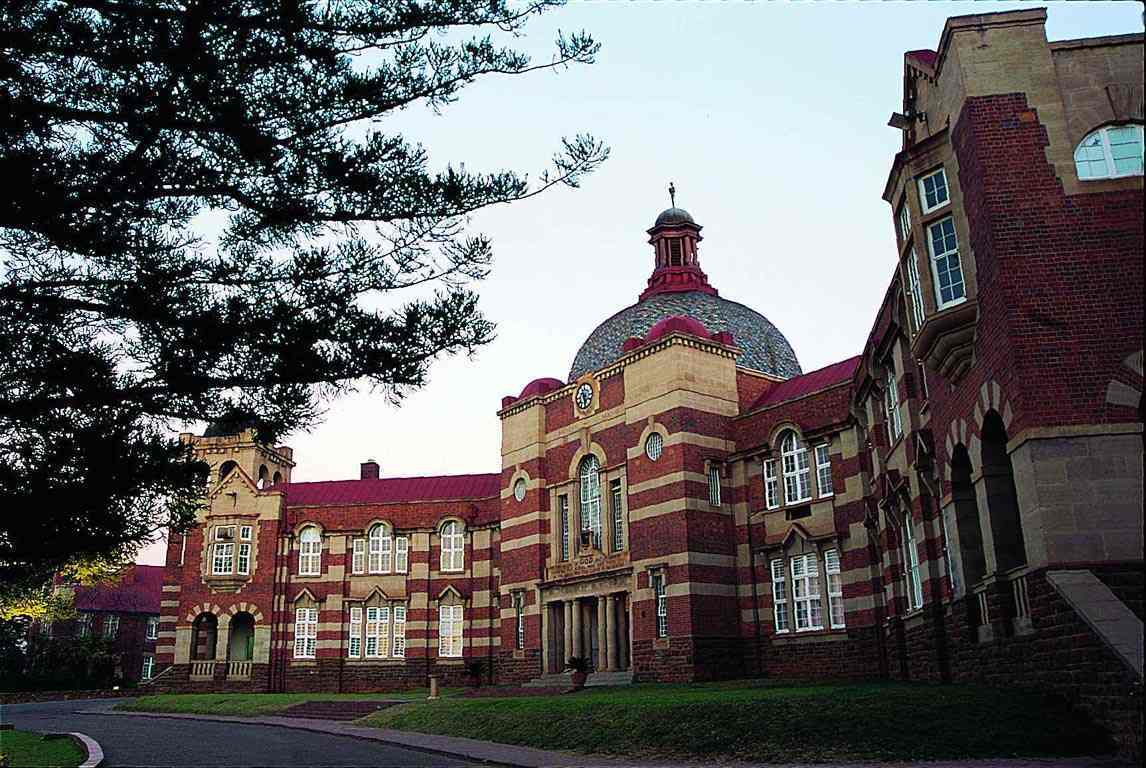
馬斯克畢業於南非的普勒托利亞男子高中

由於從加拿大入境美國比較容易，馬斯克凭借其母为加拿大公民申請了加拿大護照。在等待護照期間，他於比勒陀利亞大學學習了五個月，並藉此避開了南非的強制兵役。1989年6月，馬斯克來到加拿大，在薩斯喀徹溫省和表親生活了一年，並在農場和木材廠打零工。1990年，他進入女王大学學習，並於兩年後轉學至宾夕法尼亚大学。他於1995年畢業，並獲得了經濟學文學士和物理學理學士學位。
1994年夏天，馬斯克在硅谷的兩家初創企業實習，分別是研發電解式超級電容的尖峰研究所（Pinnacle Research Institute），以及遊戲開發商火箭科學遊戲公司。他還曾向網景公司申請工作，但未得到答覆。1995年，馬斯克被史丹佛大學的材料科学哲學博士課程錄取，但他隨即於兩天後退學，轉而投身網際網路事業。

## 商業经历

### Zip2
1995年，在天使投资者的資助下，馬斯克、金巴爾和格雷格·庫禮成立了網路軟體公司Zip2。他們將公司安置在帕羅奧圖一間租來的辦公室裏。該公司為報紙出版商開發網路城市指南，包括地圖、導航和黃頁。馬斯克說，在公司獲得成功之前，他買不起公寓，只能租辦公室、睡在沙發上、在基督教青年会洗澡、和弟弟共用一台電腦。據馬斯克說，「網站於白天運行，我在晚上寫代碼，一週七天，一直如此」。馬斯克和他的弟弟取得了與《纽约时报》和《芝加哥論壇報》的合同，並說服董事會放棄與CitySearch合併的計劃。馬斯克還曾申請擔任執行長，但被董事會阻止。1999年2月，康柏公司以3.07億美元收購了Zip2，馬斯克因擁有7.17%的股份獲得了2200萬美元。
2024年10月27日，《華盛頓郵報》的一篇文章指出，马斯克在Zip2時的經歷實屬非法，詳見非法勞工爭議一節。

### X.com和PayPal
1999年，馬斯克聯合創辦了線上金融服務和電子郵件支付公司X.com，該公司是首批與聯邦保險合作的網上銀行之一。在最初的幾個月，超過20萬名用戶加入了這項服務。由於投資者們認為馬斯克缺乏經驗，年底Intuit執行長比爾·哈里斯取代了馬斯克。翌年，X.com與線上銀行Confinity合併以避免不必要的競爭。Confinity由馬克斯·列夫琴和彼得·提爾創辦，該公司的匯款服務PayPal比X.com的更受歡迎。在兩者合併之後，公司執行長起初由馬斯克擔任，然而馬斯克對微軟軟體的偏愛在公司內部引起爭議，並間接導致提爾辭職，公司在提爾走後缺乏一個有凝聚力的領導者，亦產生一些無法解決的技術問題，因此董事會與2000年9月將提爾請回並開除馬斯克，然而馬斯克仍留在董事會並擔任顧問。在提爾的帶領下，公司於2001年改名為PayPal並專注於PayPal服務。2002年，EBay以15億美元收購PayPal，馬斯克作為擁有11.7%股份的第一大股東獲得了1.65億美元。
2017年，馬斯克從PayPal手中買下域名X.com，金額未披露。

### SpaceX

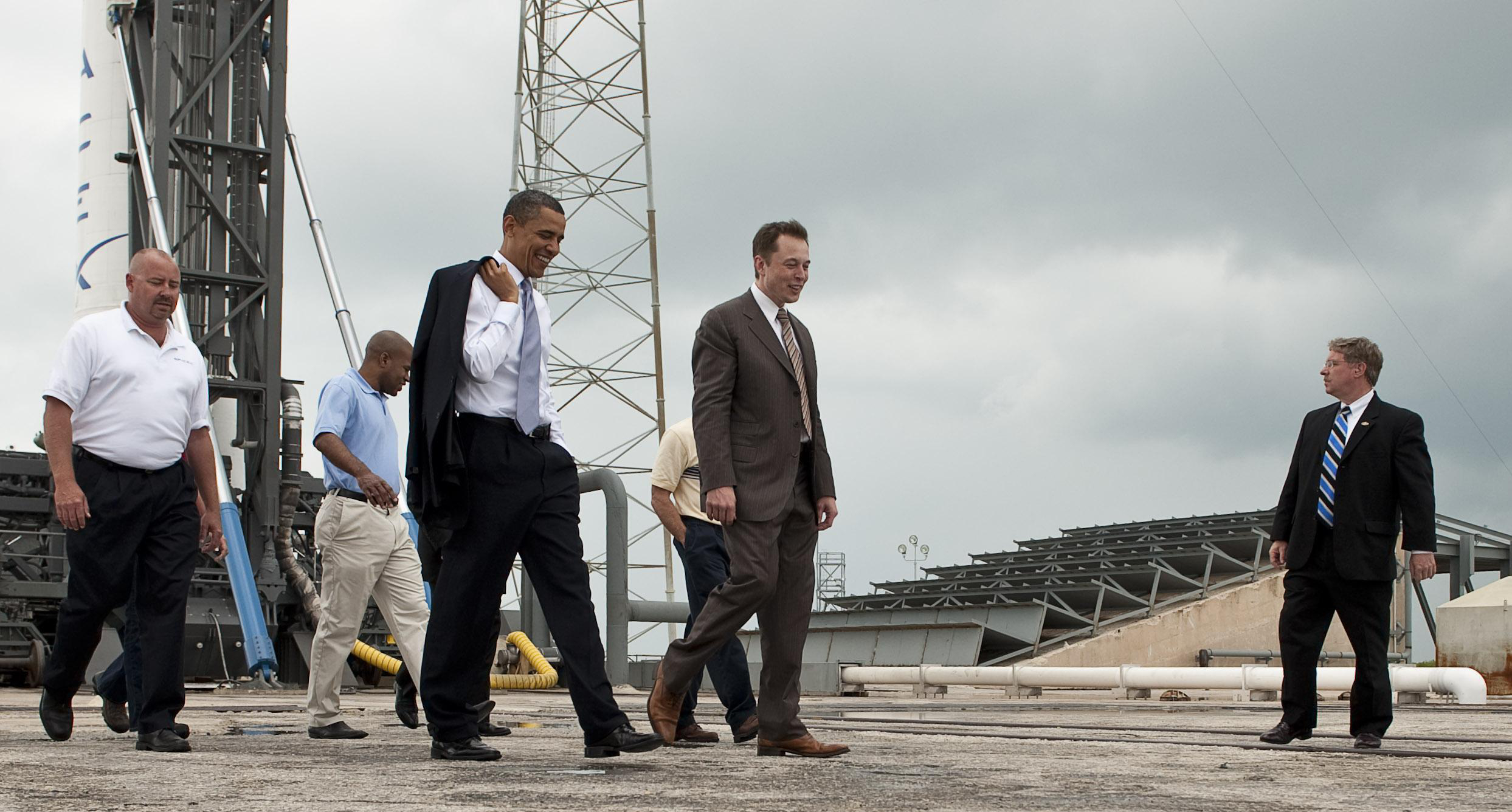
2010年马斯克带领巴拉克·奥巴马總統等人参观SpaceX

2002年6月，马斯克成立了第三家公司SpaceX（太空探索技术公司），并由他兼任CEO和CTO。这是一家私人太空发射公司，目标包括月球和火星。公司以“简单”作为火箭设计的宗旨，以此保证火箭的安全性和节约製造成本。
2005年起，SpaceX在美国国防部项目的支持下开发了“猎鹰一号”火箭，但前三次发射都以失败告终，马斯克也因此濒临破产。不过2008年9月28日的第四次发射取得成功，SpaceX由此成为首个成功发射运载火箭的私营企业，公司的财务状况开始好转。
随后，SpaceX获得了NASA16亿美元的合約，为NASA承担12次太空发射任务。公司重心转移到猎鹰九号的开发上。
2012年5月22日，SpaceX发射了一枚两级火箭，将一艘名为龙飞船的太空飞船送上太空，並於三日後與国际空间站對接，开启了航天私营化的时代。
2015年12月21日，SpaceX在发射中成功回收了猎鹰九号的助推器，并在之后实现了其的重复使用，大幅降低了商业航天的成本。
2020年5月31日，SpaceX发射载人航天飞船，两名航天员搭载龙飞船2号，飞向国际空间站，并且成功回收一級推進器，开启商业载人航空的时代。
2022年2月，美国工程院认为伊隆·马斯克凭借在可重复使用的运载火箭和可持续运输和能源系统的设计、工程、制造和运营方面取得了突破，入选其为美国工程院院士。
自2015年，SpaceX启动星链计划，发射大量近地轨道通讯卫星，为全球提供卫星上网等服务。项目计划耗时十年开发，总成本约为100亿美元，费用涵盖设计、建造、发射、部署等方面。國際天文聯會批评星链计划产生有碍观瞻的卫星耀斑，且存在和太空飞船相撞的风险。2022年俄罗斯入侵乌克兰期间，马斯克向乌克兰提供星链上网设备，满足当地的通讯需求，得到乌克兰总统弗拉基米尔·泽连斯基肯定。
2012年起，SpaceX开始开发重型运载火箭星舰，并希望由此实现殖民火星等目标，目前星舰已经取得了包括回收助推器在内的一系列成就。

### 特斯拉汽车

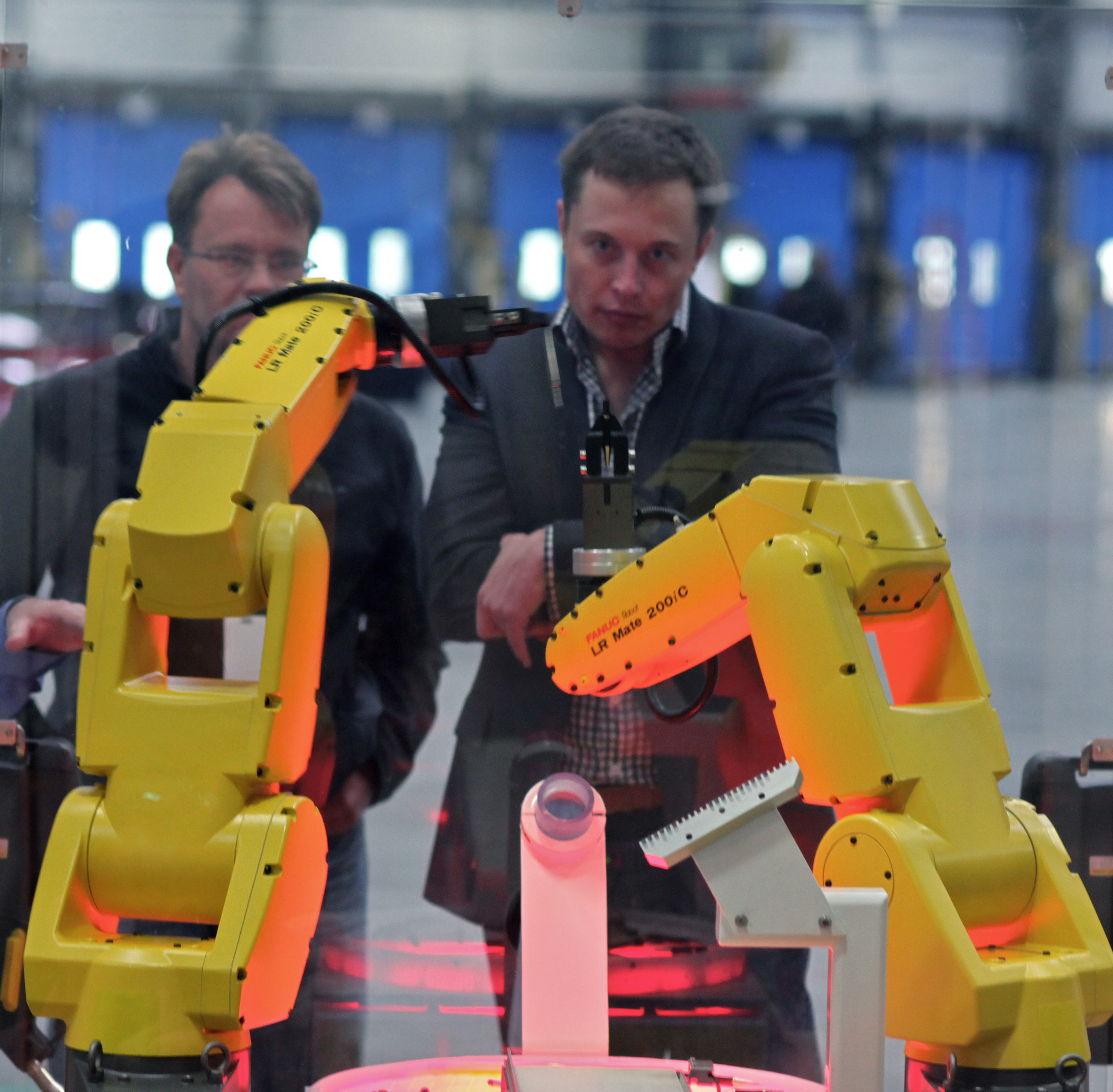
2010年马斯克察看特斯拉汽车的一个装配展示

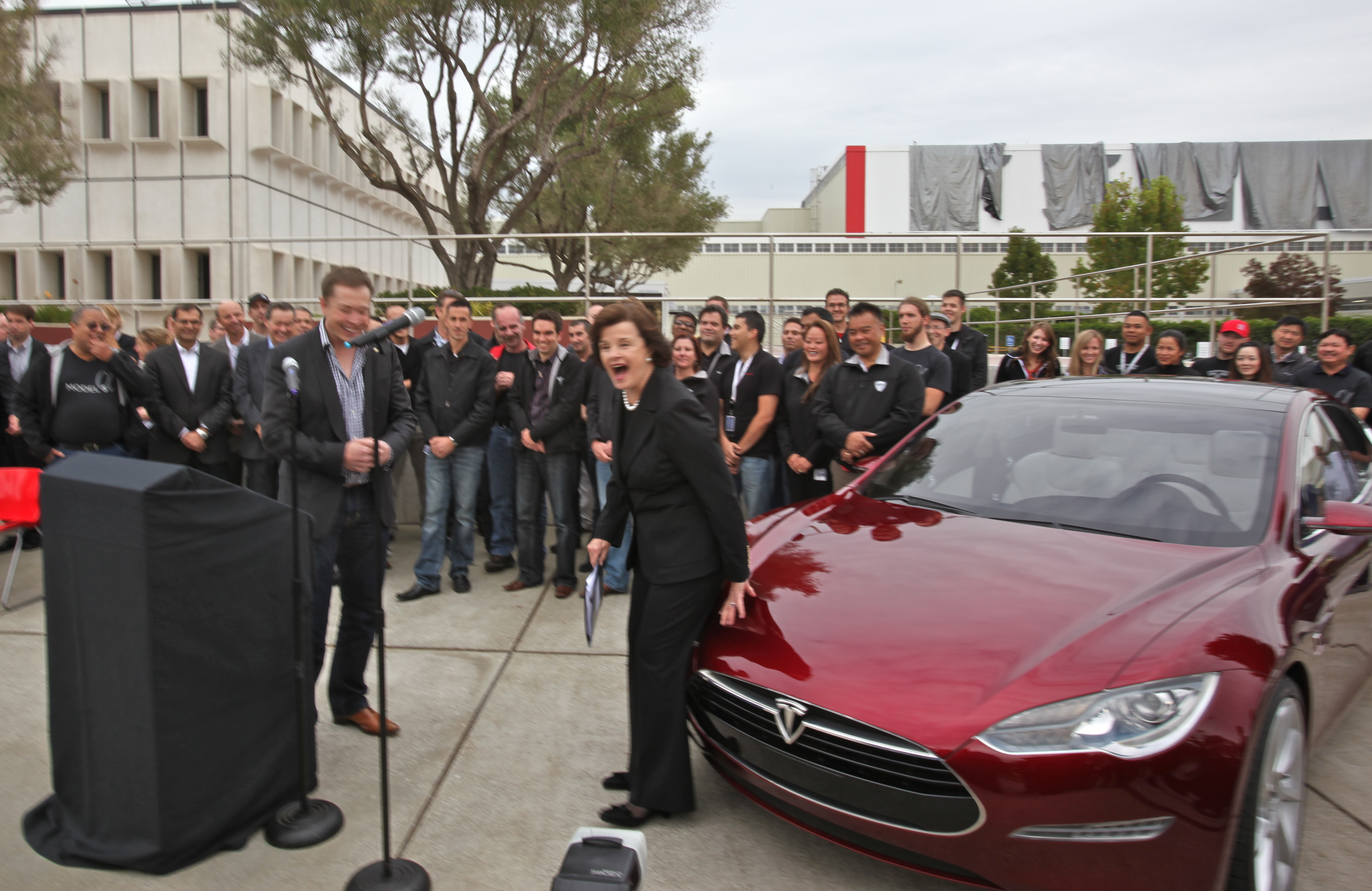
2010年马斯克给加利福尼亚参议员Dianne Feinstein展示特斯拉汽车Model S

马斯克是特斯拉汽车的合伙投資者。特斯拉汽车公司的第一款电动跑车Tesla Roadster，已在31多个国家销售超过2300辆。特斯拉预计是在2012年6月开始其四门轿车Model S的生产，并于2012年2月9日，推出其第三款电动汽车Model X，的开拓SUV/MPV车市场。Model X定于2014年开始生产。
特斯拉还为戴姆勒Smart EV和奔驰A系提供电动动力系统，也为丰田RAV4提供电动系统，并成功让两家公司作为特斯拉汽车公司的长期投资者。
特斯拉是主要负责总体经营战略，旨在向大众市场的消费者提供负担得起的电动汽车。截至2023年9月他在特斯拉享有12.95%的股权，价值100.66亿美元。
2018年8月7日，马斯克在Twitter表示，已获得投资支持正考虑将特斯拉私有化，估计每股420美元；消息传出后，特斯拉股价稍为上涨，但随后下跌。两周后，马斯克又放弃这个计划，结果引来投资者不满，向他提起诉讼。事实上马斯克所指的“投资支持”是沙特主权财富基金（PIF），然而马斯克虽与沙特主权财富基金有过会面，但并没有达成任何实质承诺。美国证券交易委员会据此认为马斯克的声称“错误和误导”，并于9月27日起訴馬斯克涉嫌證券欺詐，令特斯拉市值蒸发70亿美元。9月29日，美国证券交易委员会和马斯克达成和解协议，特斯拉和马斯克分别被罚款2千万美元，所得款项将分配给蒙受损失的投资者，並且要求马斯克在45天之內辞去特斯拉董事长一职，并在三年内不准予担任董事长一职，但依然担任CEO一职。
2019年圣诞节前，特斯拉的股价冲过420，在马斯克当初的“私有化”推文五百多天之后实现了該目标。
特斯拉上海超级工厂在2020年1月落成，使特斯拉成為中國第一家外商獨資設立的汽車公司。2023年1月马斯克收购Twitter後，造成特斯拉股价大幅下跌。特斯拉股東已經要求特斯拉董事會準備失去马斯克接應計畫，特斯拉董事会亦有讨论是否应该准备和维护一份“关键人物风险”报告。
2023年2月3日，美國陪審團裁定馬斯克和特斯拉不對誤導投資人承擔責任，詐欺罪名不成立。

### SolarCity
馬斯克提出了SolarCity的初步概念，2008年10月成立，為公司最大股東和董事，並由他的表弟Lyndon Rive擔任CEO和聯合創始人。
SolarCity是一家專門發展家用光伏發電項目的公司，位於加州福斯特城。業務太陽能板租賃、系統設計、安裝以及融資、施工監督等全面的太陽能服務。目前公司在加州、亞利桑那州和俄勒岡州的500個社區提供服務。SolarCity現為美國太陽能發電系統供應商龍頭。
SolarCity提出的租賃計劃是一個20年的計劃，就是讓房主在固定的月租費以55美元起價，沒有首付款的情況下，租賃太陽能光伏系統安裝在自己的屋頂上（SolorCity免費設計及安裝），來降低家用電力費用。
2012年，馬斯克宣布SolarCity和特斯拉汽車公司將共用電動車電池技術，以降低屋頂太陽能板對地區電網的衝擊。在2013年12月4日SolarCity宣布推出一款採用特斯拉電池技術的智慧型能源儲存系統「SolarCity DemandLogic」，能夠儲存電力來因應尖峰時段的需求、進而降低能源成本，同時還能在斷電時當備用電源。

### 超回路列车
2013年8月12日，馬斯克為表達對「造價位居世界前列、速度卻排在倒數位置」的加州高鐵項目獲批准感到失望，提出一種連接洛杉矶地區和旧金山灣區的一種名為“Hyperloop”的新形交通概念；這是一個假想的亞音速浮空列車系統，由洛杉磯北部的西爾馬起，連接到舊金山以東的海沃德，綿延約350英里（560公里），乘客理論上能在30分鐘內跨越約350英里（560公里）的距離，這甚至比商用飛機的速度更快。該系統是建議使用一個局部真空的管道系統承載膠囊型的列車，大大減低空氣阻力，所以它理論上能让列車以相對低的功率高速行駛，有提議指出其低功率可完全依靠太陽能為系統提供動力。
如果馬斯克的建議在技術層面上可行的話，“Hyperloop”會比任何其他形式的交通工具都便宜。馬斯克聲稱這套浮空列車系統的總成本估計為60億，但是這個估計在目前還是有爭議的。

### The Boring Company
是由馬斯克創立的美國基礎設施和隧道建設公司，儘管項目是為城市內部交通系統而設計，但該公司表示霍桑的試驗隧道可以用於超级高铁研發，而其在建的隧道也支持最終過渡到城際超級高鐵。

### OpenAI
OpenAI是一個非營利的人工智慧（AI）研究組織，目的是促進和發展友好的人工智慧，使全人類整體受益。OpenAI成立於2015年底，總部位於舊金山，組織目標是通過與其他機構和研究者的「自由合作」，向公眾開放專利和研究成果。創始人伊隆·馬斯克以及山姆·阿特曼的動機是出於對強人工智慧潛在風險的擔憂。但他已因為利基不合而退出OpenAI管理層。
2024年3月，馬斯克在舊金山的加州法院對OpenAI提起訴訟，稱其違反《反勒索及受賄組織法》（RICO法），數月後自動撤回；但於同年11月中旬擴大訴訟，指控微軟和OpenAI違反《反壟斷法》而要求投資者不投資包括馬斯克去年創辦的xAI公司在內的競爭對手；並向法院申請初步禁令，阻止OpenAI轉型為全營利公司。OpenAI 對此回應聲明：這已是馬斯克第四次在完全沒有依據的前提下無病呻吟。
2024年6月10日，馬斯克稱，如果蘋果將OpenAI軟件納入作業系統，他就會基於安全理由，禁止蘋果設備進入到自己旗下的公司。

### xAI
2023年7月12日，马斯克宣布成立人工智能公司xAI，计划与市面上的ChatGPT等生成式人工智能产品抗衡，有消息指马斯克已从Google和OpenAI挖走工程师。

### Neuralink
是一個美國神经科技和脑机接口公司，由馬斯克和八名其他聯合創辦者創辦，負責研發植入式腦機介面技術。公司的總部在旧金山。

### 收购Twitter
马斯克是社交媒体平台Twitter（推特）的活跃用户，坐拥粉丝1.4亿。2022年1月31日，马斯克开始稳步买进推特公司的股票，同年3月14日持股达5%。到4月1日，马斯克共持有73,115,038股，占总数9.13%，价值26.4亿美元，成为公司最大股东。然而马斯克不按照美国证券法的规定在持股超5%的10日内通知美国证券交易委员会。
2022年4月4日，马斯克通过证券交易委员会的13G申报披露自己决定以440亿美元全资收购推特的计划，当天推特股价创下2013年首次公开募股以来的最大盘中交易涨幅，涨幅在一连串的交易影响下高涨至27%。外界认为马斯克3月25日和26日发文质疑推特对言论自由的承诺、透露自己计划另立社会媒体打对手戏就是在为大量持股放烟雾弹，尽管他发表相关言论的时候仅持股7.5%。
4月4日，马斯克与推特达成协议，同意获任命为董事会董事、不再持有14.9%以上的股份，但马斯克到4月9日正式任命前都没有加入董事会。4月13日，马斯克提出以430亿美元买下推特，以每股54.2美元的价格全额接管推特。在写给推特董事会的信中，马斯克透露计划将公司打造成私人公司：“以目前的形式来看，（推特）既不会蓬勃发展，也不会满足（言论自由）的社会要求。”对此董事会宣布启动毒丸计划，单一投资者若未经董事会批准持有15%以上股份，需要承担大幅度上升的成本。
4月25日，消息指推特准备接受马斯克的提议。同天晚些时候，马斯克成功结束交易，正式以约440亿美元的成本独自买下推特。第二天的交易日中，特斯拉股价下跌超过1250亿美元，导致马斯克损失大约300亿美元的净资产。
5月13日，针对有消息指出推特的日活跃用户中存在5%是机器人账户，对此马克斯宣布“暂时搁置”收购行动，导致推特当天股价下挫10%。随后，马斯克澄清会继续推动收购。
5月25日，一名推特公司的投资者向马斯克发起诉讼，指控他操控推特股价，为收购行动的重新谈判创作条件。诉状指出：“马斯克不断发表声明、发布推文、参与让外界对交易产生怀疑、使推特股价遭受重挫的行为，以此创造他希望用来退出交易或重新谈判收购价格的筹码。”对此，马斯克透过推特宣布交易行动“临时搁置”，即便诉状称交易合同中没有批准马斯克暂时搁置交易的条款。另外，诉状显示官司属于代表推特全体股东发起的集体诉讼。
7月8日，马斯克表示推特严重违反了协议中的多项条款，决定终止收购。
10月3日，马斯克代表律师宣布原定计划重启收购，条件是推特须放弃官司。据马斯克律师团队介绍，之所以重启收购，是因为无法证明交易存在重大不利影响。按照原定计划，马斯克和阿格拉瓦尔要分别在10月6日和10日作证。马斯克表示希望通过收购推特来打造一款名为“X”的“万能APP”，将各种服务囊括其中。
10月27日，馬斯克以440億美元收購推特（Twitter Inc），並在完成交易後的第一步就是開除這家社群媒體公司數名高階主管，他曾指控推特高階主管在垃圾帳號數量上誤導他。綜合路透社及華盛頓郵報的報導，知情人士指出，馬斯克解雇推特執行長亞格拉沃、財務長奈德·西格爾、法律事務和政策主管蓋德及總顧問艾捷特（Sean Edgett）。当天推特正式从纽约证券交易所退市，标普500指数同步摘牌，由艾奇资本取代。
12月16日，马斯克在推特上确认了计划推出Xmail的电子邮件服务。当时，博主@DogeDesigner在推特上爆料了Xmail的消息，称电子邮箱账号格式为“用户名@x.com”。马斯克随后转发并确认了这一消息，表示“是的，在要做的事情清单上”（Yeah. On the list of things to do.）。然而，他并未提及该服务的上线时间。
12月18日，马斯克在推特发起投票以决定自己是否辞去推特首席执行官（CEO）一职，最终有1750万人同意其辞职，占总数57.5%。随后马斯克表示“一旦发现蠢到可以接受这份工作的人”（as soon as I find someone foolish enough to take the job）就会辞职，转入软件和服务器团队。2023年5月12日，马斯克宣布即将卸任推特CEO，转任执行董事长和首席技术官。
2025年1月14日，美國證券交易委員會以馬斯克於收購推特時未依法及時披露而以低價買數億美元股票後看漲，違反聯邦證券法而對其起訴，要求交出他不該得到的利潤，並支付民事罰款。馬斯克的律師阿利科斯·斯皮羅（Alex Spiro）稱此行動為監管機構對馬斯克持續多年的騷擾活動達到新高點，僅涉及未能提交表格的行政失誤，即使得到證實所受的處罰也只會是象徵性的。

## 政治參與
在收購推特平臺後，外界認為他並非如自己聲稱捍衛言論自由，而是為自己個人獲取了政治影響力、身份認可和權威地位以維護自己的利益，將推特平臺從一個略微偏左的平台變成一個MAGA的擴音器，並同時使用它來傳播自己的政治觀點。在特朗普竞选第二任总统期间，马斯克向特朗普提供了大量政治捐款。至2024年11月，马斯克向其成立支持特朗普的政治团体美国政治行动委员会（America PAC）以及RBG政治行动委员会（RBG PAC）捐款达到约2.5亿美元。
2024年11月12日，美國總統當選人唐納·川普宣布將委任馬斯克與製藥公司Roivant Sciences創辦人维韦克·拉马斯瓦米共同領導其計畫設立的政府效率部，旨在減少官僚主義、削減浪費性支出的目標，加強聯邦機構的責任感與效率；但在正式創立時由馬斯克一人領導，其官方身分是“特殊政府僱員”而非該組織的成員，並被委任為總統高級顧問。同日，曾提出“歷史終結論”的福山發表了一篇文章向馬斯克表達對其即將從事該業務的看法，其中暗示影響政府效率的問題之一在於政府僱員數量不足而非太多。在後來他進一步評述，指馬斯克籍掌控推特來傳播自身政治觀點等系列影響行動，當上了川普的左臂右膀而確保其自己的商業利益，成為「美國自產的貝盧斯科尼」般的寡頭。
2024年12月18日凌晨，馬斯克連發70條推文抨擊衆議院議長邁克·約翰遜為保證政府保持開放直至川普新任期初期的預算案，美國當選總統唐納德·特朗普和當選副總統JD·萬斯于當天下午晚些時候加入了馬斯克對該法案的反對。當天晚間時候，衆議院多數黨領袖史蒂夫·斯卡利斯表示該法案已經失效。眾議員丹·戈德曼將馬斯克比作“影子总统”，認爲他在對政府撥款“發號施令”。经济学家杰弗里·萨克斯则把马斯克称为“美国总理”。有觀點認為此舉是商人參與政府預算制定工作並對此表示了擔憂，亦有看法認為這和镀金时代的腐敗聯想到了一起。
川普開啟第二次總統任期後，馬斯克參與領導政府效率部，但亦導致2025年3月以来美欧多地出现特斯拉下架運動，使特斯拉公司在2025年第一季度营收同比下降9%，汽车业务收入同比下降20%，净利润同比下降71%。2025年5月20日，為回应投资者对其在政府效率部任職、分散對公司的精力的問題，马斯克表示會大幅削减政治捐款，試圖回歸商業領域。
2025年5月28日，馬斯克證實其作為特殊政府僱員的固定任期即將屆滿而準備離職，並在5月30日離開政府。
2025年6月，由於不滿聯邦眾議院通過加剧联邦政府财政赤字的大而美法案，马斯克先是在X平台上發文表示「抱歉，我實在受不了。這項規模龐大、荒唐可笑、分贓般的國會支出法案簡直令人作嘔」。隨後，馬斯克和特朗普的關係急劇惡化，馬斯克批評特朗普「忘恩負義」，認為沒有自己特朗普絕對贏不了選舉；他更指控特朗普在愛潑斯坦的名單上，並暗指特朗普应被弹劾，隨後宣布開始讓為美國政府服務的龙飞船退役。特朗普則回應表示馬斯克已經瘋狂，他認為馬斯克是因為大而美法案中削減了對電動汽車的補貼以及從政府效率部離職而感到不滿，並威胁终止所有与马斯克旗下公司的政府合同和补贴。特朗著又指他無意修補這段受損的關係，兩人關係已經結束。他警告假如馬斯克敢轉而資助對立的民主黨，後果將會很嚴重。6月11日，馬斯克表示自己對上週發的一些有關特朗普的帖子感到後悔。
2025年6月28日，马斯克再次批击大而美法案，并称如果改法案通过他可能会组建一个新政党。7月5日，马斯克宣布成立“美国党”

### 政治立场
在政治上，马斯克持極右翼立场。
2023年9月29日，馬斯克轉發了一段影片，影片中顯示德國人道主義組織在地中海的救援船救援難民的情況，發布者批評德國政府資助此組織把非法移民運送到義大利，並期望在移民問題上採取強硬立場的右翼政黨德國另類選擇贏得選舉以阻止「歐洲的自殺」。馬斯克轉發了此推文並寫道「德國公眾意識到這一點了嗎？」德國聯邦外交部帳號立刻反擊「是的，這就是所謂的拯救生命。」馬斯克回覆他懷疑德國公眾是否贊成此行為，並補充說他認為這種海上行動有「入侵的感覺」。
2023年11月17日，馬斯克在X表示「非殖民化」（呼籲非殖民化巴勒斯坦）必然意味者贊同對猶太人的種族滅絕，11月18日再次聲明「正如我本週早些時候所說，『非殖民化（巴勒斯坦）』、『從河流到海洋』」以及類似的委婉口號必然意味著贊同種族滅絕，任何鼓吹對任何群體進行種族滅絕的人都將被暫停使用該平台。」
2023年11月28日，馬斯克會晤以色列總理內塔尼亞胡，並表示他希望在以巴衝突結束後幫助重建加沙。
2024年5月23日，馬斯克在巴黎出席科技會議時表示，他不支持美國總統拜登對中国新能源汽车加徵關稅，他不贊成任何扭曲市場的措施。

#### 乌克兰
2022年10月3日，馬斯克在推特上對烏克蘭局勢提出四點和平建議的方案，由聯合國監督下在俄羅斯占領的烏克蘭地區再度舉行兼併公投；承認俄羅斯對克里米亞半島的主權；確保向克里米亞供水；給予烏克蘭中立地位。結果民調顯示此方案的反對率接近六成，這一表態引發多位烏克蘭官員的異議。後來馬斯克表示只在乎數百萬民眾的生命，並指出目前其企業SpaceX的星链在烏克蘭的自付費用約為8000萬美元，對俄羅斯的則是0美元。馬斯克也經常發推文或迷因，指責拜登政府為烏克蘭資助過多金錢。

#### 台湾
2022年10月初，馬斯克接受金融時報訪問時表示，台海衝突不可避免，若發生衝突會導致世界GDP損失30%，他指出為防止衝突爆發應該要把台灣變成「中國一個特別行政區」，由此引發爭議。
台灣方面的中華民國大陸委員會10月8日就此发表声明称，马斯克提出“将一个民主国家变成另一个专制国家的特别行政区建议”，“台湾或任何国家人民都不会接受”。民进党发言人黄彩玲接受媒体访问时也拒绝了马斯克有关设立“台湾特别行政区”的建议。中華民國軍方表示以後不會購買特斯拉電動車。
中华人民共和国方面则对马斯克的建议出现了先消极应对再欢迎的转变。中国外交部发言人毛宁在10月8日例行记者会上首次被问及马斯克有关台湾的建议时，并没有表明欢迎的态度，只是强调“台湾问题是中国内政”，任何外部势力无权干涉。一些中国媒体以“妄议”一词来指责马斯克的建议。但不久后中国驻美大使秦刚在推特上贴文，对马斯克的建议公开表示感谢。中国外交部发言人毛宁在10月9日的例行记者会上，改变了前一天对马斯克涉台建议的消极态度，表示“我们希望并乐意看到越来越多的人士理解和支持‘和平统一、一国两制’”。
2023年9月13日，馬斯克出席播客節目「All-In Podcast」時，表示台灣是中國不可分割的一部分，台灣和中國的關係就像夏威夷州與美國的關係，而且如果武統發生，美國將很難保護台灣，而且是美國阻止了「任何形式的統一」。對此，中華民國外交部在X社群上表示希望馬斯克也能請求中国共产党對民眾開放X平台。

#### 俄罗斯和普京
自2022年底以来，马斯克一直与俄罗斯总统普京保持着稳定联系，并就个人话题、商业和地缘政治紧张局势等话题展开交流和讨论，普京曾请求马斯克避免在台湾上空启动星链服务以此向中共中央总书记习近平示好。

#### 川普

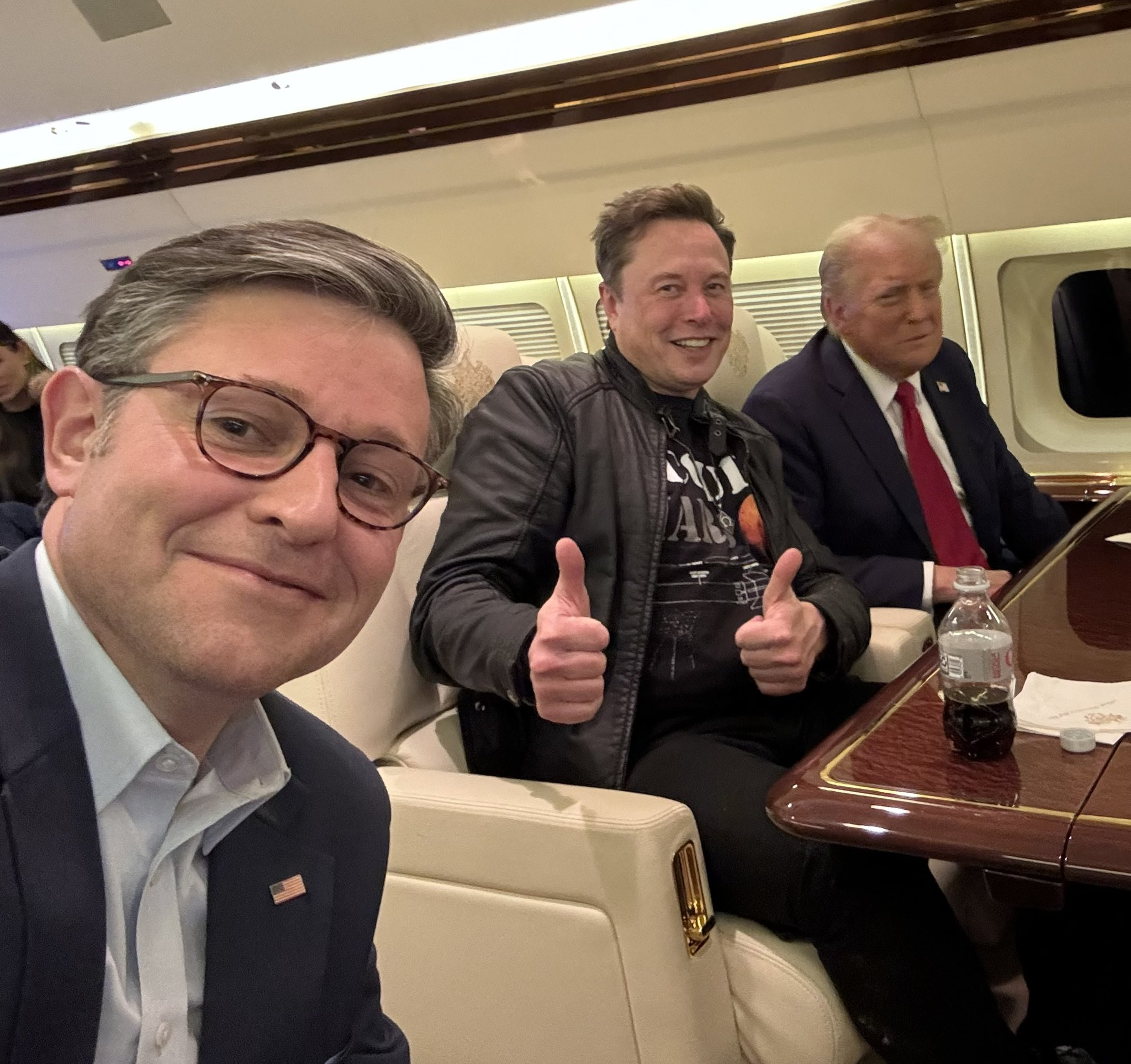
2024年11月16日，眾議院議長邁克·約翰遜與馬斯克和特朗普的合影。

2024年7月在共和黨總統參選人唐納·川普被暗殺未遂後，馬斯克祝福川普早日康復，並支持他競選總統。8月，馬斯克和川普在X的直播中進行了兩個多小時的交談，其中馬斯克建議川普成立一個政府效率委員會，他願意在其中任職。川普表示他「喜歡」讓馬斯克參與其中，後來又表示他需要馬斯克的幫助來消除教育部。10月5日，馬斯克在賓州巴特勒（川普暗殺未遂地點）的造勢集會上與川普一起登上舞台。同月，聯邦選舉委員會的一份文件顯示，馬斯克在過去三個月內向他的美國政治行動委員會（America PAC）捐贈了近7,500萬美元；在此期間，PAC亦花費了約7,200萬美元來支持川普的競選活動。10月19日，馬斯克在另一場他為川普舉辦的宣傳活動上宣佈，將自當天起到11月5日選舉當天每天捐出100萬美元給隨機一位在線上簽署「支持言論自由與擁槍權」請願書的搖擺州選民，被賓夕法尼亞州州長喬什·夏皮羅質疑涉及買票賄選並認為執法部門可能需要介入調查。11月4日，賓夕法尼亞州法官在選舉前夕裁定，馬斯克的抽獎活動可以持續至11月5日投票日當天。整個2024年，马斯克投入近3亿美元支持特朗普及多位共和党人的參選。

## 個人生活
馬斯克在2002年入籍美國。2018年参与泰国睡美人洞救援行動事件中，马斯克被一名协助救援的英国潜水员弗農·昂斯沃思在媒体上公开指责，对方称马斯克参与救援是“公关噱头”，并使用侮辱性词语攻击马斯克。马斯克在推文上反击称其为“恋童癖男”，但隨後删除推文。昂斯沃思后來控马斯克恶意诽谤。诽谤案于2019年12月4日在洛杉矶开庭，昂斯沃思要求赔偿1.9亿美元。在审判期间，马斯克为推文再次向昂斯沃思道歉。12月6日，陪审团裁定马斯克胜诉，他没有触犯任何法律，也不用承担任何责任。马斯克说：“我恢复了对人类的信念。”
2020年11月18日，馬斯克及其弟弟確診感染2019冠状病毒病。由於馬斯克對加利福尼亞州在2019冠狀病毒病疫情期間嚴格的防疫措施不滿以及SpaceX和特斯拉在得克萨斯州的项目進展，12月8日，馬斯克表示自己已從美国加利福尼亞州搬遷至得克萨斯州居住。
2021年5月，馬斯克在客串主持週六夜現場節目時，自曝患有亞斯伯格症候群。
2021年11月2日，马斯克在Twitter上引用相傳為曹植所作的《七步诗》。
2022年7月25日，据《华尔街日报》报道，Google共同創辦人布林2022年1月時與妻子妮可·沙纳汉離婚的原因是夏娜罕與馬斯克發生外遇，导致布林与马斯克决裂，该报道还表示馬斯克曾因此事向布林下跪請求原諒。同日，马斯克在推特上回应该传闻时表示“此事完全是胡扯”，并表示自己昨日还与布林聚会，现在依然是布林的朋友。

## 观点
当被问及是否相信人类在向星际物种过渡时会有某种“天命”决定，而不是“仅仅是物理知识”，马斯克回答说：
|  | 好的，我会认为有一种掌握一切智能设计的这种东西吗？我想可能不是因为你到那时会问“大师的智慧来自哪儿？”，这是一个乞题。所以我想你可以用物理知识解答这个，它只是一些由简单元素构成的复杂现象。 |

马斯克曾经说过，他不会祈祷什么，也不会崇拜任何人，尽管他承认他曾在猎鹰1号一个重要的发射时祈祷，向“正在默默倾听的未知实体‘祈求’发射成功。”当被问及宗教与科学是否可以并存，马斯克回答说“不可能”。
隨著一些新興技術的不斷出現，马斯克亦擔憂科技激進發展的問題，他曾呼吁政府应该针对人工智能进行立法监管，透过社会规范AI技术进步，并称人工智能“可能引发第三次世界大战”。
2023年6月26日，馬斯克發布推文提到「單詞“順性”（cis）或“順性別”（cisgender）在這個平台上被視為侮辱性詞語（slur）。」引起巨大爭議，產生許多關於性別認同與該單詞視是否具有意識形態或汙辱性等辯論，不過由於馬斯克過去的跨性別者偏見言論與長期和歧視LGBT+的用戶互動，普遍被視為是馬斯克反跨性別的舉動。

## 争议

### 建议维基百科改名
2023年10月22日，馬斯克在X平台发布多則贴文談及维基百科正呼籲捐款，並称如果Wikipedia（维基百科）改名為“Dickipedia”（鸡基百科），會捐款給维基媒体基金会十億美元，並質疑「為何维基媒体基金会想要如此多的錢」。

### 反犹言论
2023年11月16日，X平台上的一篇貼文稱，猶太人「一直在仇恨白人」，而且試圖大取代。馬斯克及後在有關貼文留言稱「你已經說了真正的真相」。該回應被指支持反猶太主義陰謀論，而發表之際正發生以色列-哈馬斯戰爭。美國白宮譴責有關言論，稱「不可接受」。包括康卡斯特、歐盟委員會、蘋果公司、迪士尼和電影工作室獅門在內的多家廣告商表示，將不會在X平台上投放廣告。兩天後馬斯克在推廣X的會員服務Premium+時稱「許多最大的廣告商是言論自由的最大壓迫者」。

### 非法勞工爭議
在2024年美國總統選舉，馬斯克以全力支持共和黨候選人特朗普并強烈反對非法移民而聞名。惟2024年10月27日，《華盛頓郵報》透露馬斯克被曝光他原來是從南非通過學生簽證才得以在美國留學，但他在1995年從史丹佛大學退學後，其在沒有政府批發的工作簽證下私自創辦公司並獲取收入，事實上就是非法勞工。總統拜登以此抨擊馬斯克在移民問題上立場虛偽，馬斯克本人亦是從非法勞工開始其美國職業生涯。

### 纳粹手势争议
2025年1月20日，马斯克在庆祝特朗普就职典礼的演讲中，将右手放在心脏上，然后将同一只手臂伸到他正前方的空中，而后转身对坐在他后面的人重复这个动作。在X平台等社交媒体上，有许多人将此手势比作纳粹礼，遭到了强烈反对。马斯克回应称，这是一种肮脏的栽赃手段，将每个人比作是希特勒的攻击没有任何效果。事後，Reddit有大量版塊宣佈將禁止用戶轉載X的鏈結以示抗議。

### 政治争议
2025年2月3日，马斯克指美国国际开发署（USAID）资助了包括冠状病毒在内的生物武器研究，并资助中国科学院武汉病毒研究所的冠状病毒功能增强研究，称USAID是一个“犯罪组织”，是“仇恨美国的激进左翼马克思主义者的毒蛇窝”。 馬斯克在推特写道：“美國國際開發署用你們的稅款資助了包括新冠肺炎病毒在內的生物武器研發，這些武器殺害了數百萬人。”
马斯克自担任特朗普政府的顾问以来，其因协助美国「打压」加拿大，同时其持有加拿大国籍，被指损害加拿大的国家利益，引发民众批评。2025年2月，加拿大国会议员查理·安格斯发起请愿，要求加拿大政府撤销马斯克的公民身份和护照。

## 流行文化

### 電影
- 《感谢你抽烟》——2005年，马斯克担任了讽刺电影《感谢你抽烟》的执行制片人[213]。
- 《鋼鐵人2》——在摩納哥賽車俱樂部裡，跟小辣椒對話完接著跟東尼對話，說「謝了，我想打造電力噴射機」，接著東尼說「那就一起合作吧」[214]。
- 《惱爸偏頭痛》——出現在派對上。
- 《全面進化》——在人工智能演講中飾演觀眾。
- 《殺千刀重出江湖》[2013]——片尾與男主角握手僅一句台詞

### 紀錄片
- 《竞相灭绝（英语：Racing Extinction）》——马斯克带领摄制组参观特斯拉汽车制造厂。
- 《洪水來臨前》——馬斯克跟李奧納多狄卡皮歐解釋Gigafactory可以解決全球能源問題。
- 《回到太空（英语：Return to Space）》——马斯克和太空探险技术公司的工程师们开始一项历史性任务：他们要让美国宇航局的宇航员重返国际空间站，并彻底改变太空旅行。[215]

### 戲劇
- 《生活大爆炸》第9季第9集——在此美劇中扮演自己本身，在感恩節與主演者NASA工程師霍華德·沃洛維茲一起在收留所當志工，並邀請霍華德·沃洛維茲與他工作[216]。
- 《少年謝爾頓》第1季第6集——在此集片尾客串扮演自己。
- 《Meme Review》——與賈斯汀·羅蘭德一起為YouTube網紅PewDiePie參與Meme Review以阻止PewDiePie的直接競爭對手T-Series取替PewDiePie成爲YouTube最多訂閱者的YouTube頻道。
- 《瑞克和莫蒂》第4季第3集——客串配音其中角色「Elon Tusk」，也就是劇裡的多重宇宙中、嘴上長著獠牙版本的自己。
- 《辛普森一家》第26季第12集，馬斯克為本人配音，講述馬斯克登陸春田市的故事。

### 蠟像
- 香港杜莎夫人蠟像館在2024年4月24日宣布“被譽為改變世界的科技界重量級人物兼企業家”埃隆·马斯克的全球首尊蠟像即將進駐。[217]
- 紐約杜莎夫人蠟像館已於2024年12月4日正式推出伊隆·馬斯克的蠟像，並將其納入即將推出的「未來太空間」（The Space Room）展區。[218]

## 脚注
1. ↑  Gordon, Devin. . Vanity Fair (Condé Nast). 2022-03-10  [2022-03-10]. （原始内容存档于2022-05-21）.
2. ↑  Flam, Charna. . People.com. February 28, 2025  [March 1, 2025] （英语）.
3. ↑  Petter, Olivia. . 獨立報. 2020-07-26  [2021-01-08]. （原始内容存档于2020-11-16）.
4. ↑  譚偉晟. . 今周刊 (今周文化事業). 2021-12-08, (1303). （原始内容存档于2025-01-13）.
5. ↑  . FindCompany 公司登記查詢中心.   [2021-03-25]. （原始内容存档于2021-05-20）.
6. 1 2  . 美国工程院. 2022-02-09  [2022-02-09]. （原始内容存档于2022-06-05） （英语）.
7. ↑  Cai, Kenrick. . Forbes.   [2021-09-28]. （原始内容存档于2021-09-28） （英语）.
8. ↑  宛然. . 香港01. 2021-10-27  [2021-10-29]. （原始内容存档于2021-11-24） （中文（香港））.
9. 1 2   (PDF). Director of the Office of Administration: 2.   [2025-02-17]. （原始内容存档 (PDF)于2025-02-18） （英语）.
10. ↑  Vance 2015，第23、31頁.
11. 1 2  Hall, Dana. . San Jose Mercury News. 2014-04-11  [2014-04-14]. （原始内容存档于2014-04-14）.
12. ↑  Elliott, Hannah. . Forbes. 2012-03-26  [2015-05-30]. （原始内容存档于2012-05-27）.
13. ↑  他的傳記作者艾什莉·萬斯接受在TWiT.tv上的節目《Triangulation》的採訪（英文），由第15分鐘起討論其家庭。
14. ↑  Vargas, Chanel. . Town & Country. 2018-03-06  [2020-03-25]. （原始内容存档于2018-03-07）.
15. 1 2  Usborne, Simon. . 衛報. 2018-02-21  [2020-03-25]. ISSN 0261-3077. （原始内容存档于2020-05-27）.
16. ↑  Dolan, Kerry A. . Forbes.   [2020-03-25]. （原始内容存档于2015-07-03）.
17. ↑  . Wired.   [2020-09-02]. ISSN 1059-1028. （原始内容存档于2020-09-02）.
18. 1 2  Hull, Dana; May, Patrick. . The Mercury News. 2014-04-10  [2021-04-07]. （原始内容存档于2016-09-06）.
19. ↑  Keating, Joseph C. Jr. . The Journal of the Canadian Chiropractic Association. September 1995. PMC 2485067 .
20. 1 2 3  Strauss, Neil. . Rolling Stone. 2017-11-15  [2017-11-15]. （原始内容存档于2020-08-17）.
21. ↑  Crilly, Rob. . The Daily Telegraph (London). 2018-03-25  [2018-03-26]. （原始内容存档于2021-04-26）.
22. ↑  Grubb, Jeff. . VentureBeat (San Francisco, California). 2015-04-07  [2019-01-12]. （原始内容存档于2019-03-29）.
23. ↑  Vance 2015，第38頁.
24. ↑  O'Kane, Sean. . The Verge (New York City: Vox). 2015-06-09  [2019-01-12]. （原始内容存档于2018-02-07）.
25. ↑  Belfiore 2007，第166–195頁.
26. ↑  Mak, Aaron. . Slate. 2019-12-04. （原始内容存档于2020-10-06）.
27. ↑  . The Economic Times. 2022-06-02  [2023-11-19]. ISSN 0013-0389. （原始内容存档于2023-11-19）.
28. ↑  Vance 2015，第33–34頁.
29. ↑  Vance 2015，第40–41頁.
30. ↑  Junod, Tom. . Esquire. 2012-11-15  [2020-05-29]. （原始内容存档于2020-08-18）.
31. 1 2  Clifford, Catherine. . 全国广播公司商业频道. 2018-06-12  [2020-09-14]. （原始内容存档于2020-08-02）.
32. ↑  Vance 2015，第44頁.
33. ↑  Vance 2015，第43–44頁.
34. ↑  Vance 2015，第45頁.
35. ↑  Vance 2015，第46頁.
36. ↑  Vance 2015，第46–47頁.
37. ↑  Locke, Taylor. . 全国广播公司商业频道. 2019-12-20  [2021-01-08]. （原始内容存档于2020-12-14）.
38. ↑  Hull, Dana. . Mercury News. 2014-04-11  [2015-06-11]. （原始内容存档于2020-06-10）.
39. ↑  Zanerhaft, Jaron. . CSQ. C-Suite Quarterly. 2013  [2015-06-11]. （原始内容存档于2015-05-03）.
40. ↑  Meisenzahl, Elizabeth. . thedp.com.   [2020-06-01]. （原始内容存档于2020-08-07）.
41. ↑  . 2018-07-16  [2019-12-28]. （原始内容存档于2019-12-28）.
42. ↑  Vance 2015，第368頁.
43. ↑  Maidment, Paul. . 全国广播公司商业频道. 2016-03-15  [2020-09-03]. （原始内容存档于2020-05-15）.
44. 1 2 3  Huddlestone, Tom Jr. . CNBC. 2018-06-19  [2020-09-04]. （原始内容存档于2020-08-18）.
45. ↑  Chafkin, Max. . Inc. 2007-12-01  [2020-12-13]. （原始内容存档于2018-02-18）.
46. ↑  . www.thefreelibrary.com.   [2021-04-12]. （原始内容存档于2021-04-12）.
47. ↑  Kidder & Hoffman 2013，第224–228頁.
48. ↑  Cooper, Charles. . ZDNet.   [2021-03-25]. （原始内容存档于2020-10-27）.
49. ↑  Vance 2015，第67頁.
50. ↑  Vance 2015，第14頁.
51. ↑  Junnarkar, Sandeep. . CNET. 1999-02-16  [2020-12-13]. （原始内容存档于2014-10-21）.
52. 1 2  Hartmans, Matt Weinberger, Avery. . Business Insider.   [2020-04-03]. （原始内容存档于2020-03-23）.
53. ↑  Vance 2015，第109頁.
54. ↑  Vance 2015，第78頁.
55. ↑  Vance 2015，第84頁.
56. ↑  Vance 2015，第86頁.
57. ↑  Jackson 2004，第40、69、130、163頁.
58. ↑  Vance 2015，第85頁.
59. ↑  Vance 2015，第85–86頁.
60. ↑  Vance 2015，第86–87頁.
61. ↑  Vance 2015，第87–88頁.
62. ↑  . Fortune.   [2015-07-04]. （原始内容存档于2017-05-23）.
63. 1 2  Vance 2015，第89頁.
64. ↑  . ft.com.   [2020-04-03]. （原始内容存档于2020-06-22）.
65. ↑  . PayPal. 2001-12-31. （原始内容存档于2020-08-25）.
66. ↑  Vance 2015，第116頁.
67. ↑  Huang, Echo. . Quartz.   [2020-04-03]. （原始内容存档于2020-06-25）.
68. ↑  Statt, Nick. . The Verge. 2017-07-10  [2020-09-03]. （原始内容存档于2020-06-25）.
69. ↑  slevin@bakersfield.com, STEVE LEVIN Californian staff writer. . The Bakersfield Californian. 2013-11-06  [2025-05-14] （英语）.
70. ↑  .   [2016-08-14]. （原始内容存档于2017-02-22）.
71. ↑  . Reuters. 2018-10-31  [2022-10-08]. （原始内容存档于2020-05-18）.
72. ↑  . Reuters. 2020-07-30  [2022-10-08]. （原始内容存档于2021-01-07）.
73. ↑  Griffin, Andrew. . The Independent. 2021-12-30  [2021-12-31]. （原始内容存档于2021-12-30）.
74. ↑  . BBC News. 2021-12-30  [2021-12-31]. （原始内容存档于2021-12-31）.
75. ↑  Smith, Adam. . The Independent. 2021-02-07  [2022-06-30]. （原始内容存档于2022-05-27）.
76. ↑  Sheetz, Michael. . CNBC. 2022-03-22  [2022-03-28]. （原始内容存档于2022-03-27）.
77. ↑  Saric, Ivana. . Axios. 2022-03-06  [2022-03-22]. （原始内容存档于2022-03-22）.
78. ↑  . X (formerly Twitter).   [2025-05-14]. （原始内容存档于2025-03-09） （英语）.
79. ↑  Sirisha Bhogaraju. . Nasdaq. TipRanks.   [2024-04-14]. （原始内容存档于2023-09-27）.
80. 1 2  . （BBC）中文網. 2018-09-30  [2018-09-30]. （原始内容存档于2019-05-17） （中文）.
81. ↑  .   [2018-09-30]. （原始内容存档于2019-11-24）.
82. ↑  陳曉莉. . ITHome.com(台灣). 2018-10-01  [2021-10-29]. （原始内容存档于2022-06-01） （中文（臺灣））.
83. ↑  Lambert, Fred. . Electrek. 2019-12-23  [2019-12-24]. （原始内容存档于2020-11-30） （美国英语）.
84. ↑  .   [2023-02-04]. （原始内容存档于2023-02-05）.
85. ↑  Vanian, Jonathan; Kolodny, Lora. . 美國紐澤西州. 全國廣播公司商業頻道. 2024-11-30  [2025-02-06]. （原始内容存档于2025-04-01） （英语）.
86. ↑  Stein, Emma. . 財經新報（TechNews） (台北市). 2024-12-02  [2025-02-06]. （原始内容存档于2025-02-10） （中文（繁體））.
87. ↑  . etnet 經濟通. 2024-06-11  [2024-06-11]. （原始内容存档于2025-02-13）.
88. ↑  . ABC News. 2023-07-12  [2023-07-14]. （原始内容存档于2023-07-15）.
89. 1 2  Imbert, Fred. . CNBC. 2022-04-04  [2022-04-19]. （原始内容存档于2022-04-04）. Twitter shares close up 27% after Elon Musk takes 9% stake in social media company
90. 1 2  Elder, Bryce. . Financial Times. 2022-04-06  [2022-04-26]. （原始内容存档于2022-05-30）.
91. ↑  . Washington Post.   [2022-04-08]. ISSN 0190-8286. （原始内容存档于2022-04-08）.
92. ↑  .   [2022-05-02]. （原始内容存档于2022-04-26）.
93. ↑  Welch, Matt. . reason.com. Reason. 2022-04-14  [2022-04-14]. （原始内容存档于2022-06-01）.
94. ↑  . BBC News. 2022-04-04  [2022-04-04]. （原始内容存档于2022-04-04）.
95. ↑  Jones, Callum. . The Times.   [2022-04-04]. ISSN 0140-0460. （原始内容存档于2022-04-04）.
96. ↑  Turner, Giles; Trudell, Craig. . Bloomberg. 2022-04-02  [2022-04-04]. （原始内容存档于2022-04-04）.
97. ↑  Placido, Dani Di. . Forbes.   [2022-04-07]. （原始内容存档于2022-04-07）.
98. ↑  Corfield, Gareth. . The Telegraph. 2022-04-05  [2022-04-05]. ISSN 0307-1235. （原始内容存档于2022-04-05）.
99. ↑  Twitter, Inc. . SEC Archives. U.S. Securities and Exchange Commission. 2022-04-04  [2022-04-08]. （原始内容存档于2022-04-11）.
100. ↑  McLean, Rob. . CNN. 2022-04-11  [2022-04-11]. （原始内容存档于2022-04-11）.
101. ↑  Adler, Maxwell; Turner, Giles. . Bloomberg.com. 2022-04-14  [2022-04-14]. （原始内容存档于2022-04-14）.
102. ↑  . Agence France Presse. 2022-04-14  [2022-04-14]. （原始内容存档于2022-04-14）.
103. ↑  . SEC.gov. 2022-04-13  [2022-04-14]. （原始内容存档于2022-04-14）.
104. ↑  Soave, Robby. . reason.com. Reason. 2022-04-18  [2022-04-25]. （原始内容存档于2022-04-23）.
105. ↑  Feiner, Lauren. . CNBC. 2022-04-15  [2022-04-18]. （原始内容存档于2022-04-17）.
106. ↑  Roumeliotis, Greg. . Reuters. 2022-04-25  [2022-04-25]. （原始内容存档于2022-04-25）.
107. ↑  Stahl, George. . www.wsj.com. Wall Street Journal.   [2022-04-25]. （原始内容存档于2022-04-25）.
108. ↑  Sangal, Aditi; Chowdhury, Maureen; Wagner, Meg; Macaya, Melissa; Hayes, Mike. . www.cnn.com. CNN. 2022-04-25  [2022-04-25]. （原始内容存档于2022-04-25）.
109. ↑  Brodkin, Jon. . arstechnica.com. Ars Technica. 2022-04-25  [2022-04-25]. （原始内容存档于2022-04-25）.
110. ↑  Siddiqui, Faiz. . The Washington Post. 2022-04-26  [2022-04-26]. （原始内容存档于2022-04-27） （英语）.
111. ↑  Gura, David. . NPR. 2022-04-26  [2022-04-26]. （原始内容存档于2022-04-27） （英语）.
112. ↑  Balu, Nivedita; Li, Kenneth. . Reuters. 2022-05-13  [2022-05-13]. （原始内容存档于2022-05-13）.
113. ↑  .   [2022-05-14]. （原始内容存档于2022-05-14）.
114. ↑  Brandom, Russell. . The Verge. 2022-05-13  [2022-05-13]. （原始内容存档于2022-05-13）.
115. ↑  Seal, Dean; Needleman, Sarah E.; Lombardo, Cara. . The Wall Street Journal. 2022-05-13  [2022-05-13]. ISSN 0099-9660. （原始内容存档于2022-05-13）.
116. ↑  Brodkin, Jon. . Ars Technica. 2022-05-26. （原始内容存档于2022-05-26）.
117. ↑  . France 24. 2022-07-08  [2022-07-08]. （原始内容存档于2022-07-08） （英语）.
118. ↑  王秋燕. . 《菱傳媒》RWnews. 2022-07-12  [2022-07-12]. （原始内容存档于2022-07-16）.
119. ↑  Lombardo, Cara; Cimilluca, Dana. . The Wall Street Journal. 2022-10-04  [2022-06-02]. （原始内容存档于2022-10-04）.
120. ↑  Lombardo, Cara; Cimilluca, Dana. . The Wall Street Journal. 2022-10-04  [2022-06-02]. （原始内容存档于2022-10-04）.
121. ↑  Feely, Jef; Hammond, Ed; Wagner, Kurt. . Bloomberg News. 2022-10-04  [2022-10-04]. （原始内容存档于2022-10-04）.
122. ↑  Sen, Anirban; Hals, Tom. . Reuters. 2022-10-04  [2022-10-28]. （原始内容存档于2022-10-04）.
123. ↑  . tw.news.yahoo.com.   [2022-10-28]. （原始内容存档于2022-11-07） （中文（臺灣））.
124. ↑  . NASDAQ. 2022-10-27  [2022-10-28]. （原始内容存档于2022-10-30）.
125. ↑  Musk, Elon [@elonmusk].  (推文). 2022-12-18  [2022-12-20]. （原始内容存档于December 20, 2022） –Twitter （英语）.
126. ↑  . BBC News. 2022-12-21  [2022-12-21]. （原始内容存档于2023-03-17）.
127. ↑  . 新浪财经_手机新浪网. 2023-05-12  [2023-05-12]. （原始内容存档于2023-05-12） （中文）.
128. ↑  . 美國華盛頓特區: 美國之音. 2025-01-16  [2025-01-09]. （原始内容存档于2025-01-17） （粵語）.
129. 1 2  法蘭西斯·福山. . Persuasion. 2025-01-14. （原始内容存档于2025-03-04）.
130. 1 2  . MSNBC. 2025-03-18. （原始内容存档于2025-03-18）.
131. ↑  DeBarros, Anthony. . 华尔街日报中文网.   [2025-02-28] （中文（简体））.
132. ↑  DeBarros, Sarah E. Needleman / Anthony. . 华尔街日报中文网.   [2025-02-28]. （原始内容存档于2025-03-13） （中文（简体））.
133. ↑  Ingram, Julia; Reilly, Steve. . CBS.   [2024-12-06]. （原始内容存档于2025-05-15） （英语）.
134. ↑  . 香港01. 2024-11-13  [2024-11-13]. （原始内容存档于2025-02-14）.
135. ↑  謝宜哲. . Newtalk新聞 (台北市). 2025-02-20  [2025-03-11]. （原始内容存档于2025-02-21） （中文（臺灣））.
136. ↑  . PERSUASION. 2024-11-12  [2024-11-16]. （原始内容存档于2025-02-14）.
137. ↑  . cnn.com. 2024-12-19  [2024-12-19]. （原始内容存档于2025-01-18）.
138. ↑  Rachel Looker,Max Matza. . bbc.com. December 19, 2024  [December 19, 2024]. （原始内容存档于2024-12-29）.
139. ↑  高雅. . finance.sina.com.cn. 2025-03-26  [2025-04-11].
140. ↑  James Downie. . msnbc.com. December 18, 2024  [December 19, 2024]. （原始内容存档于2025-03-27）.
141. 1 2  . 马斯克_新浪财经_新浪网. 2025-05-29  [2025-05-29] （中文）.
142. ↑  Megerian, Chris; Freking, Kevin. . Associated Press. May 28, 2025  [May 28, 2025].
143. ↑  . 联合早报. 2025-05-29  [2025-05-29] （中文）.
144. 1 2  . 联合早报. 2025-06-05  [2025-06-06] （中文）.
145. ↑  毛詠琪. . 香港01. 2025-06-07.
146. ↑  . RFI - 法国国际广播电台. 2025-06-05  [2025-06-06] （中文）.
147. ↑  Brandon Drenon. . BBC中文. 2025-06-08.
148. ↑  . RFI - 法国国际广播电台. 2025-06-11  [2025-06-12] （中文）.
149. ↑  . dw.com.   [2025-07-02] （中文）.
150. ↑  . RFI - 法国国际广播电台. 2025-06-29  [2025-07-02] （中文（简体））.
151. ↑  . RFI - 法国国际广播电台. 2025-07-05  [2025-07-06] （中文（简体））.
152. ↑    - Gilbert, David. . Wired. February 5, 2025  [February 6, 2025]. ISSN 1059-1028 （美国英语）.
  - Fitzpatrick, Matt. . The Conversation. February 1, 2025  [February 6, 2025] （美国英语）.
  - Nietfeld, Kay. . Le Monde. January 10, 2025  [February 6, 2025] （英语）.
  - Psaropoulos, John T. . Al Jazeera English. January 31, 2025  [February 6, 2025] （英语）.
153. ↑  Press, Associated. . The Observer. 2023-09-30  [2023-11-19]. ISSN 0029-7712. （原始内容存档于2023-09-30） （英国英语）.
154. ↑  Suter, Tara. . The Hill. 2023-11-18  [2023-11-19]. （原始内容存档于2023-11-30） （美国英语）.
155. ↑  . etnet 經濟通.   [2023-11-28]. （原始内容存档于2024-08-06）.
156. ↑  . etnet 經濟通. 2024-05-24  [2024-05-24]. （原始内容存档于2024-12-20）.
157. ↑  .   [2022-10-05]. （原始内容存档于2022-10-04）.
158. ↑  .   [2022-10-05]. （原始内容存档于2022-10-07）.
159. ↑  . POLITICO. 2023-10-02  [2023-11-19]. （原始内容存档于2023-10-08） （英语）.
160. ↑  林偉帆. . 三立新聞網. 2022-10-08  [2022-10-08]. （原始内容存档于2022-10-08） （中文）.
161. ↑  . 中時新聞網. 2022-10-09  [2022-10-09]. （原始内容存档于2022-10-10）.
162. ↑  . 联合早报. 2022-10-09  [2022-10-09]. （原始内容存档于2023-10-26）.
163. ↑  .   [2022-10-12]. （原始内容存档于2022-10-15）.
164. ↑  . www.mfa.gov.cn.   [2022-10-10]. （原始内容存档于2022-10-28）.
165. ↑  . 美国之音.   [2022-10-09]. （原始内容存档于2022-10-12） （中文）.
166. ↑  . www.mfa.gov.cn.   [2022-10-10]. （原始内容存档于2022-11-08）.
167. ↑  . 香港01. 2023-09-14  [2023-09-14]. （原始内容存档于2023-10-07） （中文）.
168. ↑  . Yahoo News. 2023-09-14  [2023-09-14]. （原始内容存档于2023-10-06） （中文）.
169. ↑  . Storm.mg. 2023-09-14  [2023-09-14]. （原始内容存档于2023-10-06） （中文）.
170. ↑  . WSJ. 2024-10-25  [2024-10-25]. （原始内容存档于2024-11-13） （英语）.
171. ↑  . Business Insider.   [2024-10-17]. （原始内容存档于2024-11-12）.
172. 1 2  Hammond, Elise; Forrest, Jack; Duffy, Clare; Maruf, Ramishah; Sangal, Aditi; Radford, Antoinette. . CNN Politics. 2024-08-12  [2024-09-17]. （原始内容存档于2024-09-17） （英语）.
173. ↑  Kinnard, Meg. . AP News. 2024-10-05  [2024-10-06]. （原始内容存档于2024-10-06） （英语）.
174. ↑  Ingram, David. . NBC News. 2024-10-16  [2024-10-16] （英语）.
175. ↑  McDaniel, Eric. . NPR. 2024-10-16  [2024-10-16].
176. ↑  . 公視新聞網 PNN. 2024-10-21 （中文（臺灣））.
177. ↑  . 商業電台. 2024-11-05.
178. ↑  Shoichet, Catherine E. . CNN. September 29, 2024  [November 19, 2024]. （原始内容存档于November 13, 2024）.
179. ↑  Kolodny, Lora. . CNBC. 2019-12-06  [2019-12-24]. （原始内容存档于2020-08-03） （英语）.
180. ↑  . 頭條日報 Headline Daily. 2020-11-19  [2020-11-19]. （原始内容存档于2022-06-02） （中文（香港））.
181. ↑  .   [2020-12-09]. （原始内容存档于2021-01-25）.
182. ↑  . 2021-05-09  [2021-05-10]. （原始内容存档于2021-05-09）.
183. ↑  . 2021-11-02  [2021-11-02]. （原始内容存档于2022-06-10）.
184. ↑  Glazer, Kirsten Grind and Emily. . Wall Street Journal. 2022-07-24  [2022-07-25]. ISSN 0099-9660. （原始内容存档于2022-09-27） （美国英语）.
185. ↑  郭正原. . 上報 (世代傳媒). 2022-07-25  [2022-07-25]. （原始内容存档于2022-07-26）.
186. ↑  Elon Musk. . Twitter. 2022-07-25  [2022-07-25]. （原始内容存档于2022-09-27） （英语）.
187. ↑  . OnInnovation.com. June 2008  [2015-06-10]. （原始内容存档于2016-01-08）.
Going To Mars （页面存档备份，存于） (alt link retrieved Feb 2, 2018)
188. ↑  . The Verge. 2013-03-19  [2015-06-12]. （原始内容存档于2017-08-08）.
189. ↑  埃隆·马斯克：人工智能会威胁人类文明甚至引发战争 （页面存档备份，存于）.电子工程专辑.[2017-07-26].
190. ↑  马斯克：人工智能或引爆第三次世界大战 （页面存档备份，存于）.新浪网.[2017-09-04].
191. ↑  @elonmusk.  (X帖子). 2023-06-21 –X.
192. ↑  . MSNBC.com. 2023-06-22  [2023-11-19]. （原始内容存档于2023-09-22） （英语）.
193. ↑  Migdon, Brooke. . The Hill. 2022-04-25  [2023-11-19]. （原始内容存档于2022-04-25） （美国英语）.
194. ↑  Garofoli, By Joe. . San Francisco Chronicle. 2022-12-13  [2023-11-19]. （原始内容存档于2023-06-28） （英语）.
195. ↑  . The Independent. 2023-10-31  [2023-11-19]. （原始内容存档于2023-11-19） （英语）.
196. ↑  . 联合新闻网. 2023-10-25  [2023-09-14]. （原始内容存档于2023-10-26） （中文）.
197. ↑  . The Times of India. 2023-10-23  [2023-11-19]. ISSN 0971-8257. （原始内容存档于2023-11-19）.
198. ↑  . 图片频道_图片频道_财新网. 2023-11-28  [2023-11-28]. （原始内容存档于2023-11-29） （中文）.
199. ↑  Montgomery, Blake. . The Guardian. 2023-11-17  [2023-11-18]. ISSN 0261-3077. （原始内容存档于2023-11-23） （英国英语）.
200. ↑  . CBS News. 2023-11-17  [2023-11-18]. （原始内容存档于2023-12-21） （美国英语）.
201. ↑  . Reuters. 2023-11-17  [2023-11-19]. （原始内容存档于2023-12-06） （英语）.
202. ↑  Kolodny, Lora. . CNBC. 2023-11-18  [2023-11-19]. （原始内容存档于2023-12-05） （英语）.
203. ↑  Edward Helmore. . The Guardian. 2024-10-26.
204. ↑  洛奇. . 橙新聞. 2024-10-27.
205. ↑  Wright, George. . BBC Home. 2025-01-21  [2025-01-21].
206. ↑  . Yahoo News. 2025-01-24  [2025-04-07]. （原始内容存档于2025-01-26） （中文（臺灣））.
207. ↑  .   [2025-02-23]. （原始内容存档于2025-02-26）.
208. ↑  .   [2025-02-23]. （原始内容存档于2025-03-13）.
209. ↑  . www.zaobao.com.sg.   [2025-02-09]. （原始内容存档于2025-02-10） （中文（简体））.
210. ↑  . dw.com.   [2025-02-21]. （原始内容存档于2025-03-13） （中文）.
211. ↑  . 2025-02-07  [2025-02-09]. （原始内容存档于2025-02-17）.
212. ↑  . std.stheadline.com. 2025-02-23  [2025-02-25]. （原始内容存档于2025-03-13） （中文（香港））.
213. ↑  Ashlee Vance. . 彭博商业周刊/中文版.   [2020-01-11]. （原始内容存档于2020-01-29）.
214. ↑  . 2012-04-02  [2014-02-19]. （原始内容存档于2022-07-07）.
215. ↑  . www.netflix.com.   [2024-10-13]. （原始内容存档于2025-03-18） （中文）.
216. ↑  . CBS.com.   [2015-12-04]. （原始内容存档于2018-02-23）.
217. ↑  . 香港杜莎夫人蠟像館.   [2025-07-12] （中文（繁體））.
218. ↑  . 大紀元. 2024-12-07  [2025-07-12] （中文（繁體））.

## 外部連結
- 埃隆·马斯克的X（前Twitter）
- 埃隆·马斯克的新浪微博
- The Musk Foundation web site （页面存档备份，存于）
- Elom Biography at Geniuses Club （页面存档备份，存于）
- Viral Marketing, MBAs and pesky governments （页面存档备份，存于）, Elon talks at Stanford（8 October 2003）
- Statement of Elon Musk at House Space and Aeronautics Subcommittee Hearings on the Future Market for Commercial Space[]（20 April 2005）
- TED上的埃隆·马斯克
  - 伊隆·马斯克在TED2013大会上访谈 （页面存档备份，存于）

| 榮銜                 | 榮銜                  | 榮銜 |
| -------------------- | --------------------- | ---- |
| 前任者： 傑夫·貝索斯 | 全球最富有人物 2022年 | 現任 |